# Robert Brout
Robert Brout, född 14 juni 1928 i New York, USA, död 3 maj 2011 i Bryssel, Belgien, var en amerikansk-belgisk teoretisk fysiker som gav viktiga bidrag till teorin om Higgsmekanism. År 2004 mottog han tillsammans med Peter Higgs och François Englert Wolfpriset i fysik med motiveringen för pionjärarbete som har lett till insikter om massgeneration, när lokal gaugesymmetri realiseras asymmetriskt i den subatomära världen.

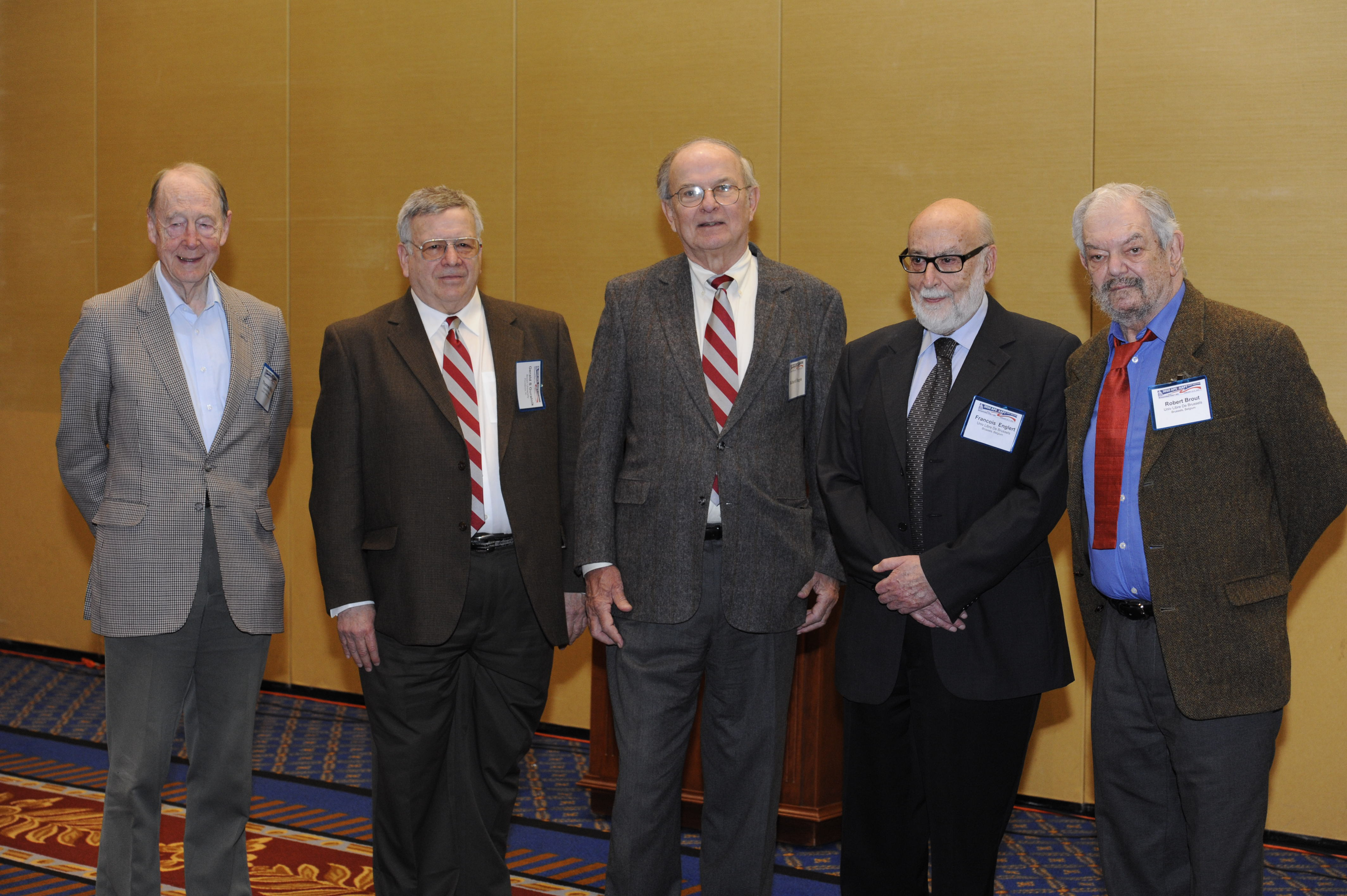
Mottagarna av Sakuraipriset 2010, förutom Peter Higgs. Brout står längst till höger.

## Biografi
Efter att ha tagit sin doktorsexamen vid Columbia University 1953 började Brout på Cornell University. År 1959 tillbringade François Englert, på besök från Belgien, två år på Cornell som forskningsassistent hos Brout. Brout och Englert blev nära vänner och samarbetspartners, och 1961 när Englert återvände till Belgien följde Brout honom och tillbringade resten av sitt yrkesliv vid Université Libre de Bruxelles och fick slutligen belgiskt medborgarskap.

## Vetenskapligt arbete
År 1964 upptäckte Brout, i samarbete med Englert, hur massa kan genereras för gaugebosoner i närvaro av en lokal abelsk och icke-abelsk gaugesymmetri. Detta demonstrerade de, både klassiskt och kvantmekaniskt, och lyckades undvika teorem initierade av J. Goldstone samtidigt som de visade att teorin skulle vara renormalerbar. Liknande idéer har utvecklats inom kondenserade materiens fysik.
Peter Higgs och Gerald Guralnik, C. R. Hagen och Tom Kibble kom till samma slutsats som Brout och Englert. De tre rapporter som skrevs om denna bosonupptäckt av Higgs, Brout och Englert, och Guralnik, Hagen, Kibble erkändes var och en som milstolpar av Physical Review Letters 50-årsjubileum. Medan var och en av dessa berömda artiklar hade liknande angreppssätt, är bidragen och skillnaderna mellan PRL-symmetribrytande artiklar från 1964 anmärkningsvärda. Detta arbete visade att partiklarna som bär den svaga kraften förvärvar sin massa genom interaktioner med ett allomfattande fält som nu är känt som Higgsfältet, och att interaktionerna sker via partiklar som är allmänt kända som Higgsbosoner. Ännu hade dessa Higgsbosoner inte observerats experimentellt, men de flesta fysiker trodde dock att de existerar. Den 4 juli 2012 tillkännagavs det vid CERN att en ny partikel, "i överensstämmelse med en Higgsboson", hade upptäckts med 5 sigma-konfidens i massregionen runt 125-126 GeV. År 2013 fick Englert och Higgs Nobelpriset i fysik för sin förutsägelse.
År 1971 omnormaliserade Gerard 't Hooft, som avslutade sin doktorsexamen under handledning av Martinus J. G. Veltman vid universitetet i Utrecht, Yang-Mills teori i enlighet med Veltmans förslag om att detta var möjligt. De visade att om symmetrierna i Yang-Mills-teorin skulle brytas enligt den metod som föreslagits av Robert Brout, François Englert, Peter W. Higgs, Gerald Guralnik, C. R. Hagen och Tom Kibble så är Yang-Mills-teorin verkligen renorerbar. Renormering av Yang-Mills-teorin är en av de största framgångarna i 1900-talets fysik. Gerardus 't Hooft och Martinus J. G. Veltman tilldelades Nobelpriset i fysik 1999 för detta arbete.
Förutom detta arbete med elementarpartikelfysik, tilldelades Brout 1978, i samarbete med F. Englert och Edgard Gunzig, första priset för gravitationsuppsats för sitt ursprungliga förslag om kosmisk inflation som kosmos tillstånd före den adiabatiska expansionen, (dvs. den konventionella Big Bang), efter kosmogenes.

## Utmärkelser och hedersbetygelser
- High Energy and Particle Physics Prize,  1997[2]
- Wolfpriset i fysik,  2004[3]
- Hedersdoktor vid Vrije Universiteit Brussel,  2005[4]
- Sakurai-priset,  2010[5][6]
- Wolfpriset
- Guggenheimstipendiet[7]

[Redigera Wikidata]
Brout tilldelades 2010 J. J. Sakurai Prize for Theoretical Particle Physics (med Guralnik, Hagen, Kibble, Higgs och Englert) av The American Physical Society "För att belysa egenskaperna hos spontan symmetribrytning i fyrdimensionell relativistisk gaugeteori och av mekanismen för konsekvent generering av vektorbosonmassor." År 2004 tilldelades Robert Brout, François Englert och Peter Higgs Wolfpriset i fysik "för banbrytande arbete som har lett till insikten om massgenerering, när en lokal gaugesymmetri realiseras asymmetriskt i de  subatomära partiklarnas värld".
Brout bidrog starkt till teorin bakom Higgs boson, för vilken Nobelpriset 2013 utdelades. I en intervju 2014 med BBC:s The Life Scientific säger Peter Higgs om Nobelpriset 2013 att "Jag tycker att det är bra att de begränsade priset till oss två, för underförstått erkänner de Brout som den tredje som inte kunde tilldelas priset."